# Jeep Hurricane
Jeep Hurricane (с англ. — «Джип Ураган») — двухместный концепт-кар внедорожник, разработанный концерном DaimlerChrysler. Впервые был представлен в 2005 году на Североамериканском международном автосалоне в Детройте. Для серийного производства не предназначен.
Модель имеет интересные особенности: полностью независимая подвеска всех колёс; все четыре колеса могут поворачиваться независимо друг от друга, благодаря чему автомобиль может двигаться боком или разворачиваться на месте, что очень удобно при парковке; основная часть кузова выполнена из углеродного волокна; автомобиль имеет два независимых друг от друга 5,7-литровых двигателя V8 Hemi (спереди и сзади) общей мощностью 670 л. с. и 1000 Н•м крутящего момента.